# Эсаулов, Александр Михайлович
Алекса́ндр Миха́йлович Эсау́лов (30 октября 1921, Эсауловы, Вятская губерния — 28 июня 1957, Бахта, Кировская область) — командир миномётного расчёта 141-го армейского минометного полка 8-й гвардейской армии 1-го Белорусского фронта, сержант, полный кавалер ордена Славы.

## Биография
Родился 30 октября 1921 года в деревне Эсаулово. Русский. После окончания 7 классов работал на мебельной фабрике.

### Служба в Красной Армии
В Красной Армии с апреля 1941 года. На фронтах Великой Отечественной войны с июля 1941 года. Член ВКП(б)/КПСС с 1944 года.
Летом 1944 года, при прорыве обороны противника в районе Ковеля сержант А. М. Эсаулов уничтожил один ручной и один станковый пулемёты с прислугой, чем помог продвижению вперёд пехоты. Во время форсирования реки Западный Буг подавил огнём миномёта артиллерийскую батарею противника.
Приказом по 141 Запорожскому миномётному полку от 26 июля 1944 года № 23Н командир миномёта 2-го дивизиона 2-й батареи сержант А. М. Эсаулов награждён медалью «За боевые заслуги».
Командир миномётного расчёта 141-го армейского минометного полка сержант Александр Эсаулов, командуя бойцами вверенного ему расчёта, за период с 1 по 5 августа 1944 года в боях на магнушевском плацдарме переправил миномёт на левый берег реки Висла, где уничтожил и рассеял до взвода автоматчиков, подавил вражескую артиллерийскую батарею, дав возможность продвигаться нашей пехоте.
За мужество и отвагу, проявленные в боях, 27 августа 1944 года сержант Эсаулов Александр Михайлович награждён орденом Славы 3-й степени.
14—15 января 1945 года при прорыве укрепленной полосы обороны противника на левом берегу реки Висла близ населённого пункта Цецилювка, расположенного в 20-и километрах юго-западнее польского города Рычивул, сержант Эсаулов во главе расчёта отбил четыре атаки противника, огнём миномёта накрыл два пулемёта, поразил свыше десятка гитлеровцев.
За мужество и отвагу, проявленные в боях, 7 марта 1945 года сержант Эсаулов Александр Михайлович награждён орденом Славы 2-й степени.
В конце апреля — начале мая 1945 года, в боях за Берлин, сержант Эсаулов с бойцами расчета переправился через канал Тельтов и из миномёта подавил зенитное орудие, три пулемёта, истребил свыше пятнадцати солдат противника. В боях на улицах города Эсацлов из личного оружия сразил девять вражеских солдат и четверых захватил в плен.
Указом Президиума Верховного Совета СССР от 15 мая 1946 года за образцовое выполнение заданий командования в боях с немецко-фашистскими захватчиками сержант Эсаулов Александр Михайлович награждён орденом Славы 1-й степени, став полным кавалером ордена Славы.
В 1947 году А. М. Эсаулов демобилизован.

### После войны
Вернулся в деревню. Работал в колхозе. Скончался 28 июня 1957 года. Похоронен в селе Бахта.

## Награды
- полный кавалер ордена Славы:
  - Орден Славы 3-й степени № 145450 приказом от 27 августа 1944 года
  - Орден Славы 2-й степени № 15523 приказом от 7 марта 1945 года
  - Орден Славы 1-й степени № 1184 приказом от 15 мая 1946 года
- Медаль «За боевые заслуги»
- Другие награды

## Комментарии
1. ↑  С 1994 года — в административном подчинении Октябрьского района, Киров[1].
2. ↑  С 1994 года — в административном подчинении Октябрьского района, Киров[3].